# دوموزید
دوموزید یا دوموزی (سومری: 𒌉𒍣𒉺𒇻)(انگلیسی: Dumuzid the Shepherd) که سپس با تموز (اکدی) جایگزین شد، شاه خدایِ شبانی سومر است، که شریکِ اصلی ایزدبانو اینانا (بعدها، ایشتر) نیز محسوب می‌شده‌است. در اسطوره‌شناسی سومری، گشتینانا (ایزدبانوی کشاورزی، باروری و تعبیر خواب) خواهر دموزی است. در فهرست پادشاهان سومری دموزی به عنوان پادشاه پیش از طوفان بادتیبیرا و همچنین اولین پادشاه اوروک نام برده شده‌است.
در شعر سومری اینانا کشاورز را برمی‌گزیند، دموزی برای ازدواج با اینانا با کشاورزی به نام انکیمدو رقابت می‌کند. در فرورفتن اینانا به جهان زیرین، دموزی در سوگواری مرگ اینانا فروگذاری می‌کند، و زمانی که او از جهان زیرین (ایرکالا) بازمی‌گردد، اجازه می‌دهد که دیوها دموزی را به جای او به جهان زیرین فروکشند. اینانا سپس از تصمیم خود پشیمان می‌شود و فرمان می‌دهد که دموزی نیمی از سال را در جهان زیرین، و نیمی دیگر را با او بگذراند (خواهر دموزی (گشتینانا) باید جای او را بگیرد)؛ پس چرخهٔ فصل‌ها پدید می‌آید.
گیلگمش در لوح ششم حماسه گیلگمش به دموزی به عنوان عشق دوران جوانی ایشتار اشاره می‌کند، که به سبزقبایی با بال شکسته تبدیل شده‌است.
دموزی خواهان ازدواج با الهه‌ای زیبا به نام اینانا است. اگر چه اینانا ابتدا انکیدو را برمی‌گزیند با وساطت اوتو برادرش ازدواج آن دو شکل می‌گیرد. ازدواج اینانا و دموزی زیبا چهره ازدواجی مقدس است. در اساطیر ازدواج مقدس برای توصیف آفرینش به کار می‌رفته‌است.
باور رایج در منطقهٔ بین‌النهرین این است که ازدواج الههٔ باروری و ایزد گیاهی باعث سرسبزی و بازگشت زندگی به جهان خاکی است. ازدواج مقدس و مرگ و رفتن خدا به جهان مردگان درونمایهٔ اصلی اساطیر بین بین‌النهرین باستان است. واقعیت جغرافیایی این است که این منطقه نیمی از سال خشک و گرم است و در این مدت گیاهان پژمرده و نابارور می‌شوند. مردمان باستان این را دلیل مرگ و رفتن رب‌النوع گیاهی به جهان مردگان دانستند که بعدها آن را به ازدواج اینانا و دموزی ربط دادند. یا به اعتقاد اسطوره‌شناسان آیین‌گرا برای توجیه این واقعیت طبیعی داستان‌هایی همچون عشق اینانا و دموزی را برساختند.
اینانا بعدها به صورت ایشتر و دُموزی به صورت تموز در می‌آید.

## اسطوره‌شناسی

### سومری

#### ازدواج با اینانا

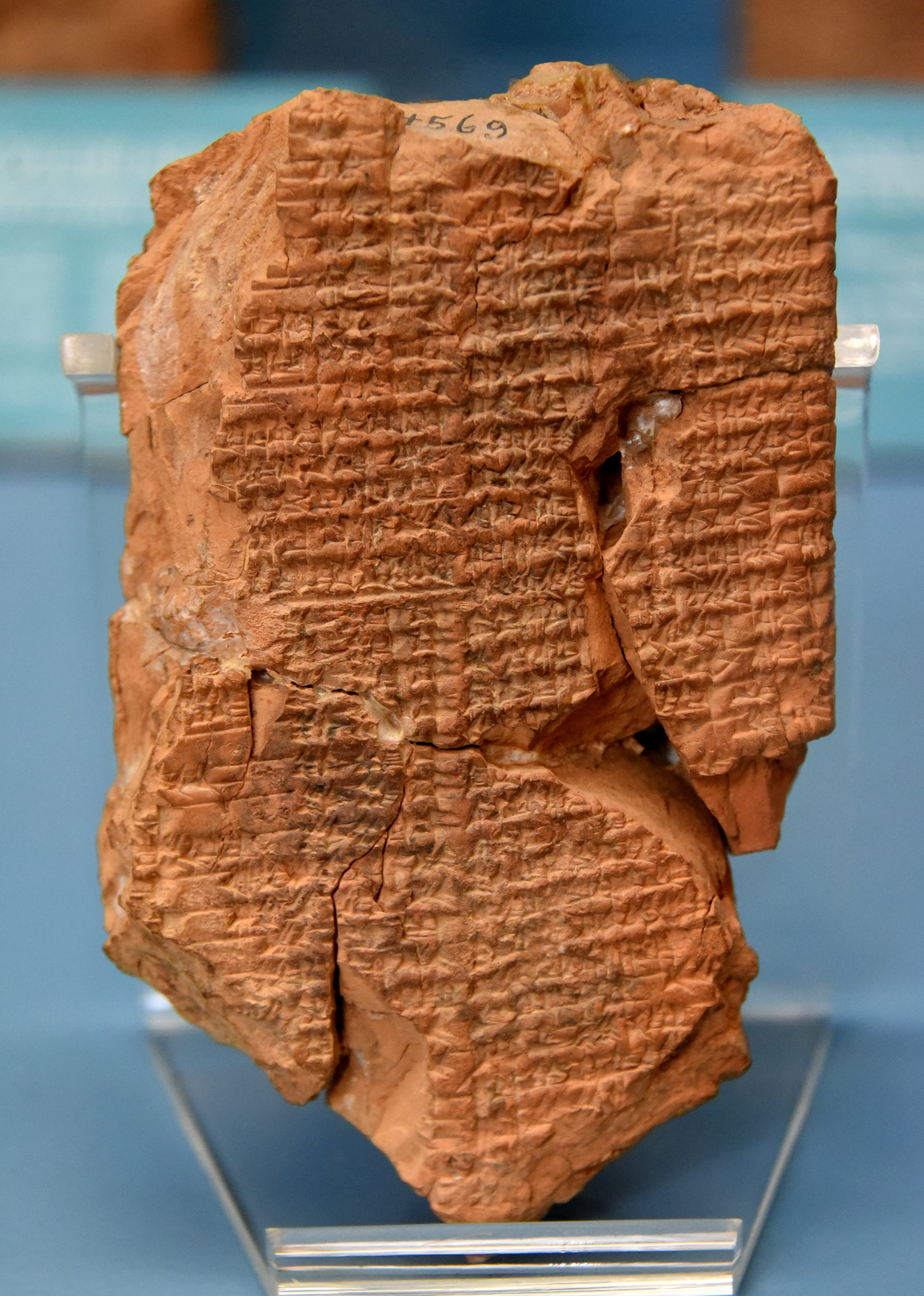
لوح اصلی سومری اظهار عشق اینانا و دموزی

شعر اینانا کشاورز را برمی‌گزیند (ETCSL 4.0.8.3.3) با گفتگوی بازیگوشانهٔ اینانا و برادرش اوتو آغاز می‌شود که به او با پافشاری یادآوری می‌کند زمان ازدواجش فرا رسیده‌است. دموزی، همراه با کشاورزی به نام انکیمدو، برای اظهار عشق به او می‌آید. در ابتدا اینانا کشاورز را برمی‌گزیند، اما اوتو و دموزی به تدریج او را ترغیب می‌کنند که دموزی گزینهٔ بهتری برای همسری است، با این استدلال که در ازای هر هدیه‌ای که کشاورز به او بدهد، شبان می‌تواند بهتر از آن را فراهم کند. در نهایت اینانا با دموزی ازدواج می‌کند. شبان و کشاورز اختلافات خود را حل می‌کنند، و به یکدیگر هدیه‌ای می‌دهند. «ساموئل نوآه کریمر» این اسطوره را با داستان هابیل و قابیل در کتاب مقدس مقایسه می‌کند، زیرا هر دو روایت بر یک کشاورز و یک شبان و رقابتشان برای لطف الهی متمرکز است، و در هر دو داستان خدای مورد نظر در نهایت شبان را برمی‌گزیند.
شعرهای عاشقانه و اروتیک بسیاری از شب زفاف اینانا و دموزی باقیمانده است.
| حرف‌نویسی متن سومری (ETCSL 4.08.16) | ترجمه ساموئل کرامر و وولکشتین |

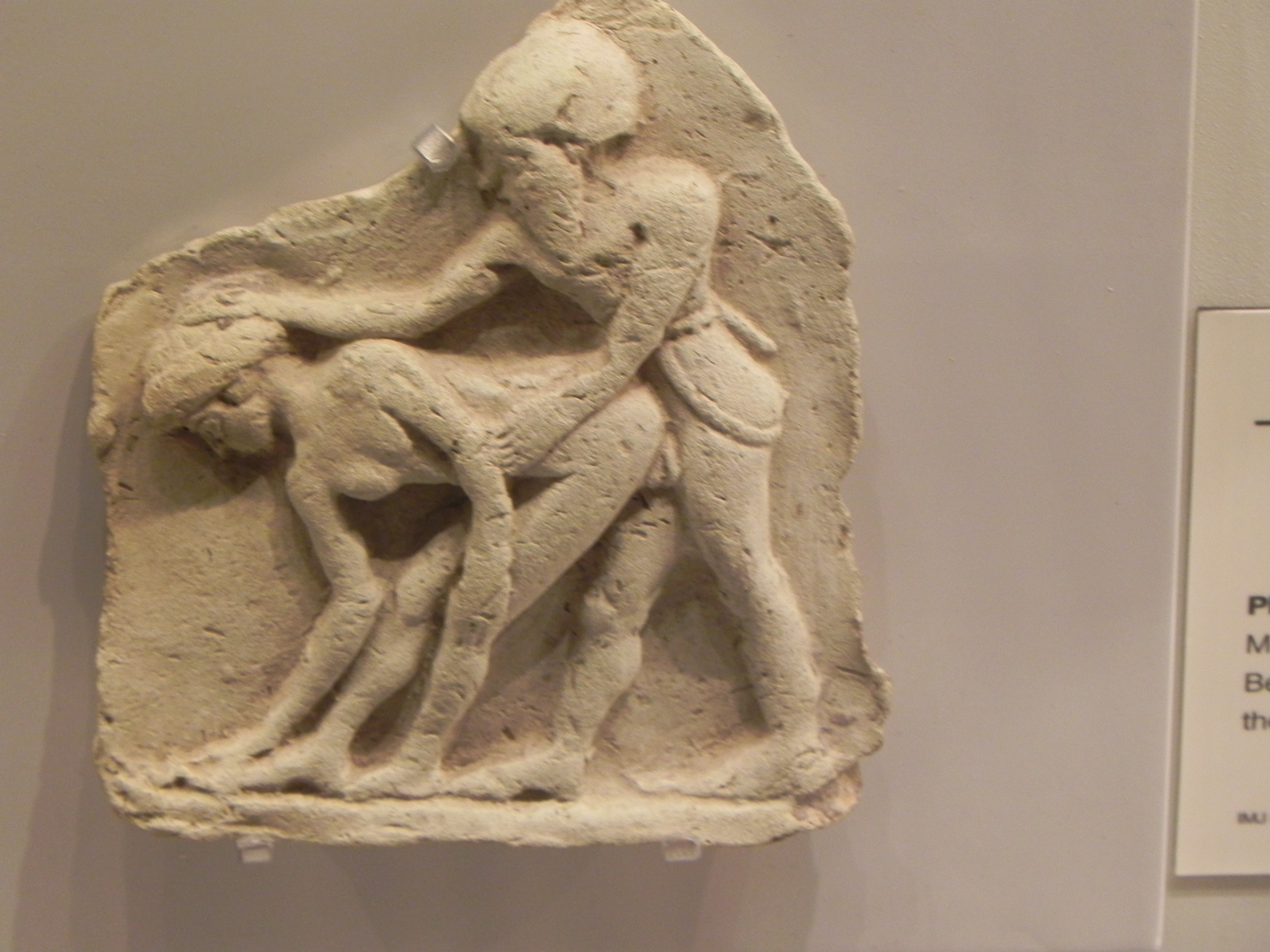
تراکوتای اروتیک، دوره بابلی باستان (ح. ۱۸۳۰ تا ح. ۱۵۳۱ پیشا دوران مشترک). این گونه از تصاویر در زمانی شاهدی بر آیین «ازدواج مقدس» تفسیر می‌شد که در آن پادشاه در نقش دموزی با کاهنه اینانا سکس می‌کرد. اکنون معمولا این تفسیر از متن‌های ادبی سومری درست دانسته نمی‌شود.

| gal4-la jar-ra? ne-en GAG X [...] si-gin7 jicmar gal-e /kece2\ [...] ma2 an-na ne-en ec2 la2 [...] ud-sakar gibil-gin7 hi-li /gur3\-[ru-ju10] kislah ne-en edin-na cub?-[...] a-cag4? uzmucen ne-en uzmucen dur2-[ra]-/ju10\ a-cag4 an-na ne-en a ma-ra-ju10 ma-a gal4-la-ju10 du6 du8-du8-a a ma-«a»-ra ki-sikil-jen a-ba-a ur11-ru-a-bi gal4-la-ju10 ki duru5 a ma-ra ga-ca-an-jen gud a-ba-a bi2-ib2-gub-be2 ... ga sig7-a-ma-ab mu-ud-na-ju10 ga sig7-/a\-[ma-ab] mu-ud-na-ju10 me-e ga de3-e-da-/na8\-[na8] am ddumu-zid ga sig7-a-ma-/ab\ mu-ud-na-ju10 me-e ga de3-/e-da\-[na8-na8] ga ud5-da-ke4 amac [...] nin car2-ra dugcakir kug-ja2 sug4-[...] ddumu-zid ga am-si-har-ra-/an\-[na ...] | فرجم، شاخ، قایق بهشت، مانند ماه نو سرشار از اشتیاق است. زمین کِشت نشده‌ام در حال آیش است. من، اینانا، چه کسی فرجم را شخم خواهد زد؟ چه کسی زمین مرتفعم را شخم خواهد زد؟ من، یک زن جوان، چه کسی فرجم را شخم خواهد زد؟ چه کسی گاو را در آن مستقر خواهد کرد؟ چه کسی فرجم را شخم خواهد زد؟ ... دامادم، شیرت را شیرین و غلیظ کن. شبانم، شیر تازه‌ات را خواهم نوشید. گاو وحشی، دموزی، شیرت را شیرین و غلیظ کن. شیر تازه‌ات را خواهم نوشید. بگذار شیر بز در آغلم روان گردد. مَشک مقدسم را با پنیر عسلی پر کن. سرورم دموزی، شیر تازه‌ات را خواهم نوشید. |

#### مرگ

##### روایت اصلی
در اواخر شعر حماسی فرورفتن اینانا به دنیای زیرین (ETCSL 1.4.1)، همسر دموزی، اینانا، از جهان زیرین می‌گریزد، ولی توسط گروهی از دیوها (گالاها) دنبال می‌شود، که اصرار دارند حتماً کسی دیگر باید جای او را در جهان زیرین بگیرد. آن‌ها در ابتدا با سوکال اینانا، نینشوبور، روبه‌رو می‌شوند و قصد بردن او را با خود دارند، ولی اینانا آن‌ها را بازمی‌دارد، پافشاری می‌کند که او خدمتگزارِ وفادارش است و به حقیقت برای او در زمانی که در جهان زیرین بوده، سوگواری کرده است.

### اکدی
در اسطوره آداپا، دموزی و نینگیشزیدا دو دربان آنو، خدای آسمان، هستند که به نفع آداپا، کاهن اِآ، سخن می‌گویند (زمانی که در محضر آنو محاکمه می‌شود). در لوح ششم نسخه مرجع اکدی حماسه گیلگمش، ایشتر (اینانا) تلاش می‌کند تا گیلگمش را بفریبد، ولی او نمی‌پذیرد، و به او یادآوری می‌کند که به تموز (دموزی)، "عاشق دوران جوانی [اش]" ضربه زده‌است، و حکم کرده که او باید "سال به سال گریه کند". گیلگمش تموز را پرنده‌ای رنگارنگ (الللو، احتمالاً سبزقبای اروپایی یا هندی) توصیف می‌کند، که بال او شکسته شده و اکنون تمام وقت خود را «در جنگل و به گریه برای "بال من!"» می‌گذراند (Tablet VI, section ii, lines 11–15).

## یادداشت
1. ↑  مشتق شده از واژه‌های سومری به معنای "پسر وفادار ".[۳]
2. ↑  سریانی: ܬܡܘܙ; عبری: תַּמּוּז‎, Transliterated Hebrew: Tammuz, Tiberian Hebrew: Tammûz; عربی: تمّوز Tammūz; اکدی: Duʾzu, Dūzu
3. ↑  خجسته  و   حسنی‌جلیلیان، تحلیل داستان سیاوش بر بنیاد ژرف ساخت الههٔ باوری و ایزد گیاهی، ۸۴.